# Ministério do Interior (Brasil)
O Ministério do Interior (MINTER) foi um ministério brasileiro criado em 25 de fevereiro de 1967, no governo do presidente Castelo Branco, pelo Decreto-Lei nº 200 de 25 de fevereiro de 1967, depois convertida na Lei 8.029, de 12 de abril de 1990, oriundo do desmembramento do então Ministério da Justiça e Negócios Interiores. Extinto pela Medida provisória nº 151, de 15 de março de 1990.
Em 1999, foi criado com funções semelhantes o Ministério da Integração Nacional, com responsabilidades semelhantes.
O Ministério da Integração Nacional teve origens na Secretaria de Estado dos Negócios do Império e no período republicano, Secretaria de Estado dos Negócios do Interior.
Em 2019, o Ministério da Integração Nacional foi extinto, dando origem a um ministério com vocação semelhante, o Ministério do Desenvolvimento Regional. Este, por sua vez, que foi extinto em 2023 dando origem ao Ministério da Integração e do Desenvolvimento Regional. 

## Origens

#### Alvará de 28 de julho de 1736
O rei Dom João V de Portugal assina o alvará de 28 de julho de 1736. Assim é criada a Secretaria de Estado dos Negócios Interiores do Reino. Sendo este um órgão do governo da metrópole portuguesa, que  também tinha jurisdição sobre as colônias de Portugal.
Com a independência do Brasil e o advento do Império criou-se no novo país independente a Secretaria de Estado dos Negócios do Império e com a proclamação da República está se torna Secretaria de Estado dos Negócios do Interior.
Com a primeira organização da administração pública pela Lei nº 23, de 30 de outubro de 1891 promovida no período republicano foram criados seis ministérios. Um deles, o Ministério da Justiça e Negócios Interiores substituiu a Secretaria de Estado dos Negócios da Justiça, criada pela lei n. 23, de 30 de outubro de 1821. Por esse mesmo ato foram extintas três secretarias de Estado:
-do Interior, 
-da Instrução Pública, Correios e Telégrafos,
-da Agricultura, Comércio e Obras Públicas, transformada em Ministério da Indústria, Viação e Obras Públicas.
Com isso as atribuições dessas três secretarias foram repassadas ao Ministério da Justiça e Negócios Interiores.
Eram de competência do Ministério da Justiça e Negócios Interiores:
-todos os assuntos relativos à administração da justiça federal e da Guarda Nacional em todo o país e à justiça local do Distrito Federal,
-a Polícia e o Corpo de Bombeiros do Distrito Federal,
-a instrução, a educação e o desenvolvimento das ciências, letras e artes inclusive a catequese dos índios,
-todas as funções que pertenciam à Secretaria de Estado dos Negócios do Interior.
ESTRUTURA CENTRAL DO MINISTÉRIO DA JUSTIÇA E NEGÓCIOS INTERIORES no texto original da Lei nº 23, de 30/10/1891
- O gabinete do ministro,
- uma seção de Contabilidade
-  três diretorias: 
-  Diretoria-Geral da Justiça, 
-  Diretoria-Geral do Interior
-  Diretoria-Geral da Instrução.
Também no âmbito da estrutura central do Ministério da Justiça e Negócios Interiores também foi criado o cargo de consultor-geral da República, que tinha como funções o assessoraramento dos ministérios, especialmente nos casos que envolvessem extradições ou expulsão de estrangeiros, alienação, aforamento, locação, arrendamento de bens nacionais, aposentadorias, reformas, pensões, montepio dos funcionários públicos federais, entre outros assuntos.
Com a instalação do governo de Getúlio Vargas foram transferidos 
Ao Ministério da Educação e Saúde Pública criado pelo governo Vargas foram transferidas as competências relativas à educação, saúde, assistência pública e cultura que antes eram responsabilidade do Ministério da Justiça e Negócios Interiores.
Decreto-lei nº 200, de Decreto-lei nº 200, de 25/02/1967
Estabelece como  COMPETÊNCIA
MINISTÉRIO DO INTERIOR:
I - Desenvolvimento regional.
II - Radicação de populações, ocupação do território. Migrações internas.
III - Territórios federais.
IV - Saneamento básico.
V - Beneficiamento de áreas e obras de proteção contra sêcas e inundações. Irrigação.
VI - Assistência às populações atingidas pelas calamidades públicas.
VII - Assistência ao índio.
VIII - Assistência aos Municípios.
IX - Programa nacional de habitação.
Capítulo VI
DOS NOVOS MINISTÉRIOS E DOS CARGOS
Art. 199. Ficam criados:
I - O Ministério do Interior, com absorção dos órgãos subordinados ao Ministro Extraordinário para Coordenação dos Organismos Regionais.
Art. 200 O Ministério da Justiça e Negócios Interiores passa a denominar-se Ministério da Justiça.
Lei nº 8.028, de 12/04/1990
Art. 27. São extintos:
I - o Gabinete Civil da Presidência da República;
II - o Serviço Nacional de Informações;
III - a Secretaria de Planejamento e Coordenação da Presidência da República;
IV - a Secretaria de Assessoramento da Defesa Nacional;
V - os Ministérios da Fazenda, dos Transportes, da Agricultura, do Trabalho, do Desenvolvimento da Indústria e do Comércio, das Minas e Energia, do Interior, das Comunicações, da Previdência e Assistência Social, da Cultura e da Ciência e Tecnologia.

## Histórico Institucional
● Alvará de 28/07/1736
Durante a era colonial o Dom João V de Portugal assina o Alvará de 28/07/1736, assim surge a Secretaria de Estado dos Negócios Interiores do Reino, órgão do governo da metrópole portuguesa que também tinha jurisdição sobre as colônias de Portugal 
● Lei de 23 de agosto de 1821
Cria a Secretaria de Estado dos Negócios da Justiça.
Com a independencia do Brasil e o advento do Império criou-se no novo país independente a Secretaria de Estado dos Negócios do Império e com a proclamação da República: Secretaria de Estado dos Negócios do Interior.
● Decreto número 1 do governo provisório instalado em 15 de novembro de 1889
"Proclama provisoriamente e decreta como fórma de governo da Nação Brazileira a Republica Federativa, e estabelece as normas pelas quaes se devem reger os Estados Federaes."
● Decreto nº 366, de 26/04/1890
Dá nova distribuição aos serviços da Secretaria de Estado dos Negócios do Interior.
● 24 de fevereiro de 1891
Promulgação de uma nova Constituição
● Lei n. 23, de 30 de outubro de 1891
Transforma a Secretaria de Estado dos Negócios da Justiça em Ministério da Justiça e Negócios Interiores.
● Decreto n. 1.160, de 6 de dezembro de 1892
aprovou o primeiro regulamento do Ministério da Justiça e Negócios Interiores.
e dividiu suas competências entre as três diretorias (Justiça, do Interior e da Instrução), que seriam formadas por duas seções cada uma.
● Decreto n. 1.598, de 18 de novembro, de 1893
transformação da Seção de Contabilidade do Ministério da Justiça e Negócios Interiores em Diretoria-Geral de Contabilidade, composta por duas seções.
● Decreto n. 3.191, de 7 de janeiro de 1899
acréscimo de funções ao Ministério da Justiça e Negócios Interiores
● Decreto n. 967
Cria o lugar de consultor geral da República e dá outras providências.
A partir de 1903 tais funções ficaram sob a responsabilidade do consultor-geral da República, que, segundo o decreto n. 967, teria a seu serviço um dos amanuenses do Ministério da Justiça e Negócios Interiores, onde estaria alocado.
● Decreto n. 1.606, de 29 de dezembro de 1906
Passam a ser de competência do Ministério da Agricultura, Indústria e Comércio, criado por esse ato, as matérias relacionadas à catequese dos índios.
● Decreto n. 9.196, de 9 de dezembro de 1911
aprovação do regulamento do Ministério Ministério da Justiça e Negócios Interiores
● Decreto n. 13.040, de 29 de maio de 1918
transferência da Guarda Nacional, então denominada Exército de 2ª Linha, para a pasta da Guerra.
● Decreto n. 19.402 de 14 de novembro de 1930 (governo de Getúlio Vargas)

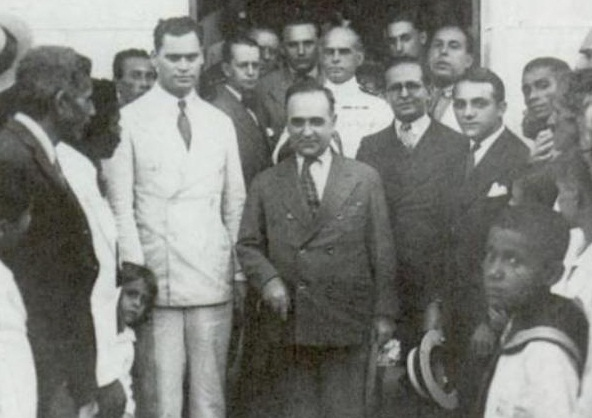
No governo de Getúlio Vargas (ao centro) foi criado o Ministério da Educação e Saúde Pública

criação do Ministério da Educação e Saúde Pública, resultando na transferência das competências e órgãos relativos à educação, saúde, assistência pública e cultura até então a cargo do Ministério Ministério da Justiça e Negócios Interiores para a nova pasta criada.
● Decreto-lei nº 200, de 25/02/1967
O Ministério do Interior é criado, com absorção dos órgãos subordinados ao Ministro Extraordinário para Coordenação dos Organismos Regionais.
O Ministério da Justiça e Negócios Interiores passa a denominar-se Ministério da Justiça.
● Lei nº 8.028, de 12 de abril de 1990
Extingue o Ministério do Interior e cria na estrutura administrativa da Presidência da República, a Secretaria de Desenvolvimento Regional.

## Competências
Entre suas competências estavam o desenvolvimento regional, radicação de populações, ocupação do território, migrações internas, territórios federais, saneamento básico, beneficiamento de áreas e obras de proteção contra secas e inundações, irrigação, assistência às populações atingidas pelas calamidades públicas, assistência ao índio, assistência aos municípios e programa nacional de habitação.

## Estrutura
Compunham a estrutura do ministério, além da Secretaria Especial do Meio Ambiente (SEMA) e Projeto Rondon, as seguintes entidades vinculadas:
- Autarquias
  - Superintendência do Desenvolvimento da Região Sul (SUDESUL)
  - Superintendência do Desenvolvimento do Nordeste (SUDENE)
  - Superintendência do Desenvolvimento da Amazônia (SUDAM)
  - Superintendência de Desenvolvimento do Centro-Oeste (SUDECO)
  - Superintendência da Zona Franca de Manaus (SUFRAMA)
  - Departamento Nacional de Obras Contra as Secas (DNOCS)
  - Departamento Nacional de Obras de Saneamento (DNOS)
  - Serviço Federal de Habitação e Urbanismo (SERFHAU)
- Empresas Públicas
  - Companhia de Desenvolvimento do Vale do São Francisco (CODEVASF)
  - Banco Nacional da Habitação (BNH)
- Sociedades de Economia Mista:
  - Banco da Amazônia (BASA)
  - Banco do Nordeste (BNB)
- Fundação
  - Fundação Nacional do Índio (FUNAI)
- Territórios Federais
  - Amapá
  - Roraima
  - Rondônia

### Quadro de ministros de Justiça e Negócios Interiores na Primeira República (1891-1930)
| Ministro                                           | Início       | Fim          |
| Antônio Luís Afonso de Carvalho                    | 22 mai. 1891 | 23 nov. 1891 |
| José Higino Duarte Pereira (interino)              | 23 nov. 1891 | 10 fev. 1892 |
| Fernando Lobo Leite Pereira                        | 10 fev.1892  | 26 dez. 1892 |
| Inocêncio Serzedelo Correia (interino)             | 22 mar. 1892 | 2 abr. 1892  |
| Fernando Lobo Leite Pereira                        | 26 dez. 1892 | 8 dez. 1893  |
| Alexandre Cassiano do Nascimento (interino)        | 8 dez. 1893  | 15 nov. 1894 |
| Antonio Gonçalves Ferreira                         | 15 nov.1894  | 30 ago. 1896 |
| Alberto de Seixas Martins Torres                   | 30 ago. 1896 | 7 jan. 1897  |
| Bernardino de Campos (interino)                    | 7 jan. 1897  | 19 jan. 1897 |
| Amaro Bezerra Cavalcanti de Albuquerque            | 19 jan. 1897 | 15 nov. 1898 |
| Epitácio da Silva Pessoa                           | 15 nov. 1898 | 6 ago. 1901  |
| Sabino Alves Barroso Júnior                        | 6 ago. 1901  | 15 nov. 1902 |
| José Joaquim Seabra                                | 15 nov. 1902 | 28 mai. 1906 |
| Félix Gaspar de Barros e Almeida                   | 28 maio 1906 | 15 nov. 1906 |
| Augusto Tavares de Lira                            | 15 nov. 1906 | 18 jun. 1909 |
| Esmeraldino Olímpio Torres Bandeira                | 18 jun. 1909 | 15 nov. 1910 |
| Rivadávia da Cunha Correia                         | 15 nov. 1910 | 12 ago. 1913 |
| Uladislau Herculano de Freitas                     | 12 ago. 1913 | 15 nov. 1914 |
| Carlos Maximiliano Pereira dos Santos              | 15 nov. 1914 | 15 nov. 1918 |
| Augusto Tavares de Lira (interino)                 | 6 mar. 1918  | 1º abr. 1918 |
| Amaro Bezerra Cavalcanti de Albuquerque (interino) | 15 nov. 1918 | 3 dez. 1918  |
| Urbano Santos da Costa Araújo                      | 3 dez. 1918  | 28 jul. 1919 |
| Alfredo Pinto Vieira de Melo                       | 28 jul. 1919 | 3 set. 1921  |
| Joaquim Ferreira Chaves (interino)                 | 10 mar. 1921 | 25 abr. 1921 |
| Joaquim Ferreira Chaves (interino)                 | 3 set. 1921  | 12 set. 1921 |
| Joaquim Ferreira Chaves                            | 12 set. 1921 | 15 nov. 1922 |
| João Luís Alves                                    | 15 nov. 1922 | 20 jan. 1925 |
| José Felix Alves Pacheco (interino)                | 03 jul. 1924 | 18 jul. 1924 |
| Aníbal Freire da Fonseca (interino)                | 20 jan. 1925 | 5 fev. 1925  |
| Afonso Pena Júnior                                 | 5 fev. 1925  | 15 nov. 1926 |
| Aníbal Freire da Fonseca (interino)                | 10 out. 1926 | 22 out. 1926 |
| Augusto Viana do Castelo                           | 15 nov. 1926 | 24 out. 1930 |